# Mandirola ichthyostoma
Mandirola ichthyostoma là một loài thực vật có hoa trong họ Tai voi. Loài này được (Gardner) Seem. ex Hanst. mô tả khoa học đầu tiên năm 1864.